# نهاية اللعبة (فلم)
نهاية اللعبة (بالإنجليزية: Endgame)، هُو فيلم بريطاني صدر سنة 2009 وأخرجه بيت ترافيس بناء على سيناريو ألفته باولا ميلن. الفيلم من بطولة كُل من شيواتال إيجيوفور وجوني لي ميلر ومارك سترونج. صُورت جميع مشاهد الفيلم في مدينة ريدنغ في إنجلترا ومدينة كيب تاون في جنوب أفريقيا، ودامت فترة التصوير من النصف الأول من سنة 2008 إلى ديسمبر من نفس السنة.

## وصلات خارجية
- مقالات تستعمل روابط فنية بلا صلة مع ويكي بيانات